# Jean Kalala N'Tumba
Jean Kalala N'Tumba (Luluabourg, Congo Belga; 7 de enero de 1949-Orleans, Francia; 11 de enero de 2021) fue un futbolista de la República Democrática del Congo que jugó en la posición de delantero.

## Carrera

### Club
| Periodo   | Club                         |
| --------- | ---------------------------- |
| 1966-1968 | Union Tshioto Saint Gilloise |
| 1968-1970 | Rekas SC                     |
| 1971      | Union Sud-Kasaïenne          |
| 1971-1972 | TV Tshipepele                |
| 1972-1973 | TP Mazembe                   |
| 1973-1975 | AS Vita Club                 |

### Selección nacional
Jugó para Zaire en 20 ocasiones de 1972 a 1974 y anotó siete goles; participó en la Copa Mundial de Fútbol de 1974 y en la Copa Africana de Naciones 1972.

## Logros
- Linafoot (2): 1973, 1975
- Copa de Zaire (2): 1973, 1975
- Copa Africana de Clubes Campeones (1): 1973